# Epidendrum sanctalucianum
Epidendrum sanctalucianum là một loài thực vật có hoa trong họ Lan. Loài này được H.G.Jones mô tả khoa học đầu tiên năm 1975.